# Bečuana
Bečuana je bila protektorat Ujedinjenog Kraljevstva osnovan 31. ožujka 1885. godine u Južnoj Africi. Teritorij protektorata postao je nezavisna Republika Bocvana 30. rujna 1966. godine.

## Povijest
Izraz „Bečuana” (Bechuanaland) označavao je teritorij na kojem je živio istoimeni narod (danas zvan Cvana tj. Tswana). Područje Bečuane je podijeljeno na dva dijela: dio koji se nalazi južno od rijeke Molopo postao je krunska kolonija koja se zvala Britanska Bečuana (British Bechuanaland), koja je kasnije postala dio Kapske kolonije i danas je dio JAR-a. Godine 1882., na teritoriju Britanske Bečuane proglašene su dvije kratkoživuće burske republike (Stellaland i Goshen), koje su nakon nekoliko godina ponovno vraćene pod britansku upravu. Godine 1891., Južnoafrička carinska unija je proširena i na Britansku Bečuanu, a 1895. taj teritorij je pripojen Kapskoj koloniji.
Drugi teritorij Bečuane je britanska uprava mislila staviti pod vlast Rodezije ili Južne Afrike, ali tome se protivilo lokalno stanovništvo koje je nezavisnost za svoj teritorij dobilo 1966. godine.

## Uprava
Bečuana je bila više protektorat nego kolonija jer su lokalnu vlast vodile vođe naroda Tswana, a Britanci su u zemlji držali samo policiju. Kada je visoki izaslanik za Južnu Afriku počeo 1891. imenovati dužnosnike za upravu Bečuane, završeno je razdoblje te ograničene nezavisnosti Bečuane.
Protektoratom se upravljalo iz Mafekinga (danas u JAR-u), čime je Bečuana bila jedna od rijetkih teritorija čiji se glavni grad nije nalazio na njezinom teritoriju. Teritorij Bečuane je kasnije proširen na sjever, pripajanjem Ngamilanda.

## Vanjske poveznice
- Povijest Bocvane
- Popis kolonijalnih dužnosnika u Bečuani